# Класифікація кровотеч за Форестом

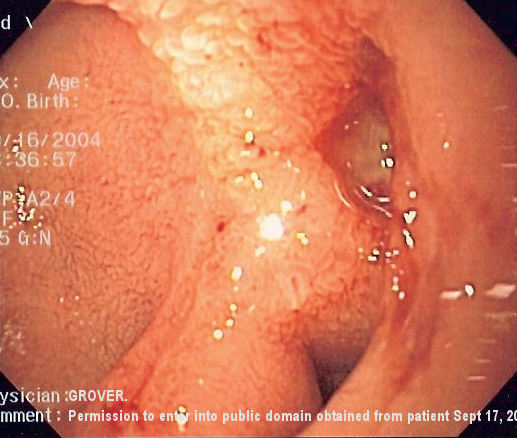
Ендоскопічна картина виразки задньої частини цибулини дванадцятипалої кишки без ознак недавньої кровотечі. Це тип III за Форестом

Класифікація кровотеч за Форестом або ендоскопічна класифікація кровотеч за Forest — загальновизнана ендоскопічна класифікація кровотеч із верхніх відділів шлунково-кишкового тракту, що використовується для порівняння, визначення ймовірності подальшої кровотечі та потреби у ендоскопічному лікуванні.

## Історія
Класифікація була вперше опублікована J.A. Forrest та співавторами у журналі Ланцет у 1974 році.

## Класифікація
| Тип         | Тип                                               | Тип                                 | Ознака                           |
| ----------- | ------------------------------------------------- | ----------------------------------- | -------------------------------- |
| Forrest I   | Активна кровотеча                                 | Forrest IA                          | струменева кровотеча             |
| Forrest I   | Активна кровотеча                                 | Forrest IB                          | Капілярна чи краплинна кровотеча |
| Forrest II  | Ознаки недавньої кровотечі(нестабільний гемостаз) | Forrest IIA                         | видима тромбована судина         |
| Forrest II  | Ознаки недавньої кровотечі(нестабільний гемостаз) | Forrest IIB                         | Фіксований тромб                 |
| Forrest II  | Ознаки недавньої кровотечі(нестабільний гемостаз) | Forrest IIC                         | Гематин на дні виразки           |
| Forrest III | Ознаки недавньої кровотечі відсутні               | Ознаки недавньої кровотечі відсутні | Виразка з чистим (білим) дном    |